# Vivino
Vivino est une application mobile et un site web spécialisé dans le domaine du vin téléchargée plus de 60 millions de fois. Lancée en 2010, l'application permet aux utilisateurs de noter, de partager et de découvrir des vins grâce à des évaluations basées sur la communauté.
Vivino se distingue par son modèle participatif qui s'appuie sur les avis des consommateurs pour offrir des recommandations personnalisées et créer une base de données sur les vins du monde entier. Vivino est disponible en téléchargement sur les appareils Android et Apple.
En 2022 , Vivino disposait d'une base de données de vins contenant plus de 15,8 millions de vins différents et comptait près de 61 millions d'utilisateurs. En septembre 2024, Vivino ouvre sa première boutique physique à Singapour,.
En juillet 2013, la base de données comptait 1 million de vins. Le siège social de Vivino se trouve à Copenhague, au Danemark, mais la société possède plusieurs filiales, notamment à San Francisco, États-Unis.

## Histoire
Vivino a été fondée en 2010 par Heini Zachariassen et Theis Søndergard, deux entrepreneurs danois. Initialement, Vivino était une simple application permettant aux utilisateurs de scanner les étiquettes de bouteilles de vin pour obtenir des informations détaillées sur celles-ci, telles que leur origine, leur producteur, ainsi que les évaluations des autres consommateurs .
Au fil des années, l'application a évolué pour inclure des fonctionnalités sociales, des outils d'évaluation plus détaillés, et une plateforme de commerce électronique permettant aux utilisateurs d'acheter directement des vins en ligne. Vivino est rapidement devenue l'une des applications de vin les plus populaires, avec des millions d'utilisateurs à travers le monde.

## Fonctionnalités
En 2017, l'application crée un nouveau service de recommandations : Vivino Market. Il fournit aux clients des recommandations basées sur leurs recherches et achats précédents.
En 2020, Vivino lance une nouvelle fonctionnalité qui montre aux utilisateurs la probabilité qu'un vin corresponde à leurs préférences.

## Récompenses

### Liens Externes
- Site Officiel